# Kappa Tucanae
Kappa Tucanae (κ Tuc / HD 7788) es una estrella binaria en la constelación de Tucana.
Forma una estrella cuádruple con otra binaria denominada Gliese 55.1 (GJ 55.1).
El sistema se encuentra a 67 años luz del sistema solar y es miembro —al igual que Botein (δ Arietis) o ι Horologii— del «supercúmulo de las Híades», amplio grupo de estrellas que comparten con las Híades el mismo movimiento a través del espacio.

## Kappa Tucanae
Dentro de la primera binaria, la estrella más brillante es Kappa Tucanae A (GJ 9049 A / SAO 248346), con magnitud aparente +4,86.
Es una estrella blanco-amarilla de la secuencia principal de tipo espectral F6V con una temperatura efectiva de 6339 K.
Es 3,9 veces más luminosa que el Sol y posee una masa de 1,25 masas solares.
La medida de la velocidad de rotación proyectada en esta binaria —111 km/s— probablemente corresponde a la de esta estrella.
Su compañera estelar, Kappa Tucanae B (GJ 9049 B / SAO 248345), es una enana naranja de magnitud +7,58.
Su tipo espectral es K1V y su masa es inferior a la del Sol en un 10%.
El período orbital de esta binaria no es bien conocido, pero parece estar en el rango de 846 - 1222 años.
Su metalicidad —abundancia relativa de elementos más pesados que el helio— es semejante a la solar ([Fe/H] = +0,03) y su edad más probable es de 2300 millones de años.

## Gliese 55.1
Las dos estrellas que forman la binaria Gliese 55.1 (HD 7693) son enanas naranjas de tipo espectral K2V y K3V.
La primera de ellas tiene magnitud aparente +7,74 y una masa equivalente al 74% de la masa solar.
La segunda tiene magnitud +8,32 y el 69% de la masa solar.
Su luminosidad conjunta equivale al 58% de la luminosidad solar y su metalicidad parece ser inferior a la del Sol ([Fe/H] = -0,30).
Esta binaria tiene un período orbital de 86,6 años, muy inferior al de Kappa Tucanae.
La separación visual entre Kappa Tucanae y Gliese 55.1 es de 319 segundos de arco y cada una de las dos binarias emplea unos 275.000 años en completar una órbita alrededor del centro de masas común.